# Velingrad
Velingrad (en búlgaro: Велинград) es una ciudad de Bulgaria en la provincia de Pazardzhik.

## Geografía
Se encuentra a una altitud de 746 m s. n. m. a 133 km de la capital nacional, Sofía.

## Toponimia
Debe su nombre a Vela Peeva, una heroína revolucionaria que dio su vida durante la Segunda Guerra Mundial.

## Demografía
Según estimación, en 2012 contaba con una población de 24 977 habitantes.
|         | 2004   | 2005   | 2006   | 2007   | 2008   | 2009   | 2010   | 2011   |
| Mujeres | 12 635 | 12 570 | 12 555 | 12 509 | 12 529 | 12 480 | 12 392 | 11 766 |
| Varones | 11 482 | 11 390 | 11 361 | 11 299 | 11 251 | 11 206 | 11 087 | 10 734 |
| Total   | 24 117 | 23 960 | 23 916 | 23 808 | 23 780 | 23 686 | 23 479 | 22500  |

## Personajes célebres
- Vlado Gheorghieff (1897-1934), guerrillero del OIRM, que asesinó al rey Alejandro I de Yugoslavia en 1934.
- Nicolai Ghiaurov (1929-2004), bajo operístico, uno de los más destacados de la historia.